# Chloroclystis irregulata
Chloroclystis irregulata är en fjärilsart som beskrevs av Louis Beethoven Prout 1958. Chloroclystis irregulata ingår i släktet Chloroclystis och familjen mätare. Inga underarter finns listade i Catalogue of Life.